# 제5포병여단 (대한민국)
제5포병여단(第五砲兵旅團, ROKA 5th Artillery Brigade)은 대한민국 육군의 포병 여단이다.
1953년 10월 1일, 제5군단 포병사령부로 창설되어 1982년 8월 1일, 제5포병여단으로 개명되었다.

## 부대
- 제1포병단
  - 제98포병대대
  - 제102포병대대
  - 제105포병대대
  - 제828포병대대
  - 제858포병대대
- 제5포병단
  - 제101포병대대
  - 제103포병대대
  - 제369포병대대[2]
  - 제638포병대대
  - 제888포병대대
- 제8포병단
  - 제110포병대대
  - 제111포병대대
  - 제112포병대대
  - 제113포병대대
- 여단직할대대
  - 제335관측대대
  - 제752포병대대
  - 제5000포병대대

## 같이 보기
- 대한민국 육군의 부대 조직 및 편성 목록
- 대한민국 육군의 여단 목록

## 참고
1. ↑  육군본부 군사연구소 역사편찬과. “직계가족복무부대 지원가능 해당부대 내역”. 병무청. 2013년 6월 12일에 확인함.
2. ↑  옛 제71포병대대